# Pelicinus khao
Espèce
Pelicinus khao est une espèce d'araignées aranéomorphes de la famille des Oonopidae.

## Distribution
Cette espèce est endémique de la province de Nakhon Ratchasima en Thaïlande,. Elle se rencontre entre 800 et 1 150 m d'altitude dans le parc national de Khao Yai.

## Description
Le mâle holotype mesure 1,76 mm et la femelle paratype 2,24 mm.

## Étymologie
Son nom d'espèce lui a été donné en référence au lieu de sa découverte, le parc national de Khao Yai.

## Publication originale
- Platnick, Dupérré, Ott, Baehr & Kranz-Baltensperger, 2012 : The Goblin Spider Genus Pelicinus (Araneae, Oonopidae), Part 1. American Museum Novitates, no 3741, p. 1-43 (texte intégral).